# Northfield (Minnesota)
Northfield è un comune degli Stati Uniti d'America, situato in Minnesota, nella contea di Rice e in una piccola parte nella contea di Dakota.
Vi trascorse la sua infanzia l'economista e sociologo americano, di famiglia originaria norvegese, Thorstein Veblen (1857 – 1929).
Sin dagli inizi della sua storia, Northfield è stata un importante centro di istruzione superiore: il Carleton College (allora Northfield College) fu fondato nel 1869 nella periferia nord della città dalla Conferenza delle Chiese congregazionali del Minnesota, la cui congregazione era composta dai coloni "Yankee" che avevano in gran parte fondato la città, queste erano persone discendenti dai puritani inglesi che si stabilirono nel New England nel XVII secolo; il St. Olaf College è stato fondato nel 1874 nella periferia ovest della città da pastori e agricoltori immigrati norvegesi protestanti, desiderosi di preservare la loro fede e cultura addestrando insegnanti e predicatori. Queste due istituzioni, che oggi iscrivono un totale di oltre 5.000 studenti, rendono Northfield una influente città universitaria.

## Geografia
Secondo lo United States Census Bureau la cittadina ha un'area di 22.30 km² di cui 22.17 di terreno e 0.13 di acqua.
La città è circondata dal fiume Cannon.
La Interstate 35 è 9,7 km a ovest della città, le strade statali 3, 19 e 246 del Minnesota sono tre delle principali rotte di Northfield.

## Storia
Nel 1851 il governo statunitense firmò un trattato con il popolo dei Dakota, nativi americani che erano presenti in questo territorio almeno dal XVIII secolo succedendo a dei popoli indigeni di diverse culture che avevano vissuto nell'area per migliaia di anni prima. Il trattato consentì l'insediamento americano nel sud del Minnesota mentre La maggior parte dei Dakota fu trasferita in una riserva vicino a New Ulm. Il trattato segnò parte del declino dei Dakota, colpiti da malattie e guerre, che però ha iniziato un ripopolamento dalla fine del XX secolo. Il trattato aprì la strada alla fondazione di Northfield.
Nello stesso anno William Marshall esaminò la terra e aiutò John W. North, un migrante di Syracuse, a scegliere il terreno per costruire mulini, campi e una città. Nel 1854 Daniel Kuykendall fu il primo pioniere europeo-americano ad arrivare nell'area a cui seguirono altri coloni. Nel 1855, North acquistò 160 acri (647.000 m²) di terreno da ciascuno degli altri due emittenti originali. Northfield fu sviluppata nel 1856 da John W. North. La leggenda locale dice che la città fu chiamata in onore di John North che, rendendosi conto che la città era situata a cavallo del confine settentrionale della Contea di Rice, andò nella capitale dello stato, al Campidoglio, per fare spostare il confine di un miglio a nord. Northfield fu popolata da coloni del New England conosciuti come "Yankee". Northfield era inizialmente centro agricolo con molte fattorie di grano e mais, la città produceva anche legname e possedeva vari mulini. Mentre la "frontiera del grano" si spostava verso ovest, le attività lattiero-casearie e le aziende agricole diversificate sostituirono l'agricoltura basata sul grano. Nel 1856 Miron W. Skinner e suo fratello si trasferiscono a Northfield e aprono il secondo negozio della città e nello stesso anno Herman Jenkins costruì il primo hotel. Nel 1857 John L. Schofield arrivò a Northfield e divenne il primo medico della città, e costruì la prima farmacia che era collegata a casa sua. Nello stesso anno John North subì un dissesto 
finanziario motivo per cui nel 1859 Charles Augustus Wheaton acquistò gli interessi finanziari di John North e divenne uno dei primi dirigenti della città. Nel 1865 vengono acquistati numerosi mulini e si espandono i campi. Nel 1866 La Conferenza delle Chiese della Congregazione del Minnesota e Charles M. Goodsell fondano il Northfield College. Nel 1867 Wheaton e Goodsell cedettero ciascuno un terreno di 40 acri al nascente Northfield College per stabilire il campus universitario a nord della parte principale della città. Nel 1871 Il Northfield College cambia nome in Carleton College, in onore del benefattore William Carleton di Charlestown, che aveva donato 50.000 dollari all'istituzione. Nel 1875 Hiram Scriver viene eletto primo sindaco di Northfield. Nel 1874 Il St. Olaf College fu fondato dal Rev. B.J. Muus, Harold Thorson e due contadini della zona, membri della Chiesa luterana norvegese. Nel 1875 Hiram Scriver viene eletto primo sindaco di Northfield. Nel 1876 avviene un tentativo di rapina alla prima banca nazionale da parte della banda di James Younger, il tesoriere della banca Joseph Lee Heywood fu ucciso dopo aver rifiutato di aprire una cassaforte. Nel 1877 James D. Archer apre il secondo hotel nella zona di Northfield. Nel 1882 W.S.Pattee fu sovrintendente delle scuole e insegnò al Carleton College, in seguito praticò l'attività forense a Northfield e divenne preside della facoltà di giurisprudenza dell'Università del Minnesota. Nel 1884 nacque The News che divenne il principale settimanale dello stato. Nel 1893 J. C. Nutting, presidente della First National Bank, pianifica e finanzia la costruzione del Nutting Block per ospitare la Northfield Knitting Company. Nel 1897 Link Fey, costruì una delle prime automobili a benzina di successo nel Minnesota. Nel 1898 Laura M. Baker apre una scuola per servire studenti di età inferiore ai quattordici anni.
Nel 1914 Northfield adottò uno slogan cittadino:"Northfield: Cows, Colleges and Contentment", lo slogan fu sostituito successivamente da:"Northfield: A Special Place", negli anni '60. Negli anni '80, il sentimento, il senso dell'umorismo e il marketing esperto portano al rinnovato uso del vecchio slogan. Nel 1916 Emily Willey Skinner, moglie di Miron W. Skinner, regala una grande cappella in stile gotico al Carleton College nel suo 50º anniversario. Nel 1918 W. M. Savage fonda la Dan Patch Train Line. Nel 1924 R.C. Phillips si unì ai vigili del fuoco, dove lavorò per 42 anni come capo. 
Egli detiene il record negli Stati Uniti per essere stato presente ad ogni incendio combattuto dai suoi pompieri. Nel 1927 John S. Campbell fonda l'edificio principale per la produzione dei cereali, "Malt-O-Meal". Nel 1934 George Gibson insegnante di geologia e allenò la squadra di calcio al Carleton College. Nel 1955 G. T. Schjeldahl fonda la Sheldahl Company produttrice di prodotti laminati per i satelliti "Echo" gonfiabili e circuiti sotto cruscotto per automobili. Dopo una fusione nel 2004, è diventata Multek Flexible Circuits, Inc. Nel 1959 Dallas Haas, un imprenditore edile, si trasferisce a Northfield con sua moglie Sandra e trova un mercato immobiliare pronto. Nel giugno 1981, Haas e sua moglie, Sandra, acquistarono lo Stuart Hotel e iniziarono a lavorare su quello che divenne l'edificio più famoso di Division Street (dopo la Prima Banca Nazionale), la Archer House. Dallas Haas Construction è stata nominata Industry of the Year dalla Northfield Industrial Corporation nel 1983. Nel 1967 nasce il "The Northfield News". Nel 1975 La scrittrice ed editrice di lunga data della Northfield News, Maggie Lee, aiutò a fondare la Northfield Historical Society. Northfield ha ricevuto l'Hometown Spirit Award il 19 ottobre 1993.
Nel 2008 Mary Rossing diventa la prima sindaca e una maggioranza femminile viene eletta per la prima volta nel consiglio comunale.
Oggi continua a produrre notevoli quantità di mais e soia, oltre a possedere vari allevamenti. Il produttore locale di cereali Malt-O-Meal è uno dei pochi resti dello storico boom del grano di Northfield. Il motto della città, "Cows, Colleges, and Contentment", riflette l'influenza delle caseifici e dei suoi due college di arti liberali, il Carleton College e il St. Olaf College.
Negli anni '70, il completamento dell'Interstate Highway 35, sei miglia a ovest di Northfield, consentì l'espansione dell'area metropolitana Minneapolis - Saint Paul a sud del fiume Minnesota. L'ascensore di grano del centro ha accettato il suo ultimo carico di mais nel 2000 ed è stato demolito nel 2002. La crescita residenziale è stata rapida dalla metà degli anni 1990. [Citazione necessaria] Northfield Hospital, un ospedale di area aperto nel 2003 nell'angolo nord-ovest della città , è nella Contea di Dakota, così scelto perché i tassi di rimborso del governo sono più generosi per la Contea di Dakota che per la Contea di Rice.